# Дорофей (Георгиадис)
Митрополи́т Дорофе́й (греч. Μητροπολίτης Δωρόθεος, в миру Нико́лаос Георгиа́дис, греч. Νικόλαος Γεωργιάδης; 1891, Амикос, Османская империя — 21 марта 1974, Бююкада, Турция) — епископ Константинопольской православной церкви, митрополит Принкипоннисский.

## Биография
Родился в 1891 года в деревне Алванитохори (Бейкоз) в семье Георгиоса и Василики. Светское образование получил на своей родине и в Неохорион Босфорском.
В 1907—1910 годы учился в Великой школе нации на Фанаре. В 1910 году поступил в Халкинскую богословскую школу, которую окончил в 1917 году с отличием, представив диссертацию «Этика Канта». Обладал склонностью к поэзии и музыке. Кроме греческого и турецкого языков, владел латинским и немецким языками.
В сентябре 1917 года в храме Богородицы Кафатиани митрополитом Прусским Дорофеем (Маммелисом) был рукоположён в сан диакона с наречением имени Дорофей.
В 1917—1923 года преподавал религиоведение в Великой школе нации.
В 1922 году поступил на службу в Константинопольскую патриархию в качестве третьего секретаря Священного Синода. В том же году стал заместителем секретаря, в 1924 году — первым секретарём.
15 августа 1924 года в Георгиевском патриаршем соборе на Фанаре был хиротонисан в сан пресвитера и в октябре того же года возведён в достоинство архимандрита. В 1925 году назначен старшим секретарём Священного Синода.
17 декабря 1927 года был избран титулярным митрополитом Лаодикийским. 1 января 1928 года в Патриаршем соборе на Фанаре состоялась его епископская хиротония, которую возглавил патриарх Константинопольский Василием III.
31 июля 1928 года назначен правящим епископом с тем же титулом и был приглашён в Священный Синод Константинопольской православной церкви. С тех пор непрерывно был членом Синода. Служил комиссаром Синода в качестве члена и его председателя.
В 1932—1934 годы был настоятелем Великой Протосингелии.
12 марта 1946 года был избран митрополитом Принцевых островов.
Участвовал во многих церковных миссиях в Сербию, Румынию, Болгарию, Австрию, Грецию.
Во время поездки Константинопольского патриарха Максима V (1947) был патриаршим комиссаром.
В период 1946—1963 был ответственным редактором журнала «Ὀρθοδοξία». В 1957 году был избран почётным членом научного общества Афин.
Имел широкое образование, широкие взгляды, опыт и способность к решению возникающих вопросов. Имел явную склонность к искусству. Был филантропом, отличался хорошими манерами. Был известен своими проповедями, речами, лекциями, переводами и работами. В своих публикациях использовал кафаревусу, но иногда использовал и разговорный греческий язык.
Скончался 21 марта 1974 года в возрасте 84 лет. В воскресенье 24 марта в митрополичьем храме святого Дмитрия на Принцевом острове патриарх Константинопольский Димитрий (Пападопулос) возглавил отпевание и погребение в сослужении с членами Священного Синода Константинопольского патриархата. Надгробную речь произнёс тогдашний младший секретарь Священного Синода (позднее митрополит Тианский) Филипп (Капетанидис). Погребён на кладбище греческой общины Принцевого острова.
6 февраля 2017 года в Свято-Троицком монастыре на острове Халки Патриарх Константинопольский Варфоломей открыл памятник митрополиту Дорофею.